# Боро-оф-Харрогейт
Боро-оф-Харрогейт (англ. Borough of Harrogate) — бывший неметрополитенский район (англ. non-metropolitan district) в церемониальном неметрополитенском графстве Норт-Йоркшир.
Административный центр — город Харрогейт.
Район был расположен в юго-западной части графства Норт-Йоркшир, граничит с графством Уэст-Йоркшир.
В 2023 году район был упразднен, так как Норт-Йоркшир вместе с городом Йорк стал унитарной единицей.

## Состав
В состав района входило 6 городов:
- Боробридж[англ.]
- Машем[англ.]
- Нерсборо
- Патели-Бридж[англ.]
- Рипон
- Харрогит

и более 130 общин (англ. civil parish).